# The Mystery of the Stolen Jewels
The Mystery of the Stolen Jewels è un cortometraggio muto del 1913 diretto da Maurice Costello e William V. Ranous.

## Produzione
Il film fu prodotto dalla Vitagraph Company of America.

## Distribuzione
Distribuito dalla General Film Company, il film - un cortometraggio in una bobina - uscì nelle sale cinematografiche statunitensi il 22 aprile 1913.